# جياني كليريسي
جياني كليريسي (بالإيطالية: Gianni Clerici)‏ هو صحفي وكاتب مسرحي وكاتب إيطالي، ولد في 24 يوليو 1930 في كومو في إيطاليا.

## وصلات خارجية
- جياني كليريسي على موقع رابطة محترفي التنس (الإنجليزية)
- جياني كليريسي على موقع قاعة مشاهير كرة المضرب الدولية (الإنجليزية)